# غريتشن ماجيرس
غريتشن ماجيرس (بالإنجليزية: Gretchen Magers) مواليد 7 فبراير 1964 في بيتسبرغ، هي لاعبة كرة مضرب أمريكية سابقة. أعلى تصنيف لها في الفردي كان المركز الـ 13 في سنة 1985. سبق أن شاركت في دورة الألعاب الأولمبية الصيفية.

## روابط خارجية
- غريتشن ماجيرس على موقع رابطة محترفات التنس (الإنجليزية)
- غريتشن ماجيرس على موقع الاتحاد الدولي لكرة المضرب (الإنجليزية)
- غريتشن ماجيرس على موقع بطولة ويمبلدون (الإنجليزية)
- غريتشن ماجيرس على موقع خلاصة التنس.كوم (الإنجليزية)
- غريتشن ماجيرس على موقع أوليمبيديا (الإنجليزية)